# Suspensão cardã

Animação de um cardã de três eixos, com o central sendo fixo.

Suspensão cardã (SC), do inglês gimbal,
é um anel suspenso de modo que possa girar em um eixo. SC são normalmente aninhadas uma dentro da outra para acomodar rotação em torno de vários eixos. É nomeada em homenagem a Gerolamo Cardano.
Eles aparecem em giroscópios e unidades de medição inercial para permitir que a orientação da SC interior permaneça fixa, enquanto a SC exterior pode assumir qualquer orientação. Em bússolas e mecanismos flywheel, elas permitem que objetos permaneçam na posição vertical. Elas são utilizadas para orientar propulsores em foguetes.
Alguns sistemas de coordenadas em matemática se comportam como se fossem gimbals verdadeiras usadas para medir ângulos, nomeadamente os ângulos de Euler.
Nos casos de três ou menos SC em sequência, a gimbal lock inevitavelmente ocorre em algum ponto do sistema, devido às propriedades do recoobrimento.